# Consolatio peccatorum, seu Processus Luciferi contra Jesum Christum

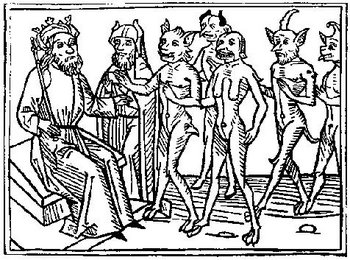
Un grabado en madera de Belial y algunos de sus seguidores de una edición alemana de Consolatio peccatorum, seu Processus Luciferi contra Jesum Christum (1473).

Consolatio peccatorum, su Processus Luciferi contra Jesum Christum es un tratado escrito por Jacobus de Teramo hacia 1382.  La obra traducida como «consuelo de los pecadores » (con Liber Bellial en el colofón ) es un pleito entre Lucifer y Jesucristo, en el que el Diablo demanda a Cristo por haber traspasado sus límites cuando descendió a los infiernos . Esta obra se imprimió repetidamente y se tradujo a varios idiomas. 

## Descripción
De hecho el " Consolatio peccatorum " narra no uno, sino dos juicios entre Lucifer y Jesucristo, ante un tribunal presidido por Salomón, en los que el diablo pone pleito a Cristo por haber cometido una intrusión en sus dominios durante su descenso al infierno. En el primer juicio Moisés es el abogado de Jesucristo y Belial el abogado del Diablo. En el segundo juicio el juez es el patriarca José, Aristóteles e Isaías defienden a Jesucristo, mientras que el emperador Augusto y Jeremías defienden al Diablo. En ambos pleitos la sentencia es a favor de Cristo, pero en el segundo juicio se concede al Diablo el derecho de tomar posesión de los cuerpos y almas de los condenados en el Juicio Final. 
La obra debe verse como una alegoría de los acontecimientos históricos de la época: el descenso de Jesús a los infiernos y la liberación de los Patriarcas es la metáfora del fin del papado de Aviñón y el regreso del papa a Roma en 1378. La reacción posterior del demonio con Satanás que representa el antipapa. La solución propuesta por Paladini para resolver el conflicto entre Satanás y Jesús, es decir, confiar la causa a un tribunal de arbitraje imparcial, es la adoptada para resolver el cisma de Occidente, con la convocatoria de unos concilios, primero, el Concilio de Pisa de 1409, que no tuvo éxito, y finalmente el Concilio de Constanza - que en 1415, obtuvo la dimisión del papa Gregorio XII, derrocó el antipapa de Aviñón Benedicto XIII y escogió al papa Martín V como auténtico papa de Roma.     

## Ediciones
Esta obra se ha impreso varias veces y se ha traducido a diversos idiomas. Una de las primeras ediciones está en alemán y fue impresa por Albrecht Pfister en Bamberg en la década de 1460. 
Como Das Buch Belial se imprimió en Augsburgo en 1472 e, ilustrada con grabados en madera, en 1473), y aunque posteriormente, la obra fue incluida en  Index librorum prohibitorum.  Gerard Leeu imprimió otra edición en latín en Gouda en 1481. 
También fue impresa de nuevo en 1611, en Hannover, bajo el título Processus Luciferi contra Iesum coram Iudice Salomone. 